# Juvignies
Juvignies ist eine französische Gemeinde mit 297 Einwohnern (Stand 1. Januar 2022) im Département Oise in der Region Hauts-de-France. Die Gemeinde liegt im Arrondissement Beauvais und ist Teil der Communauté d’agglomération du Beauvaisis und des Kantons Mouy.

## Geographie
Die Gemeinde, zu der das Gehöft Douy gehört, liegt rund zehn Kilometer nördlich von Beauvais.

## Einwohner
| 1962 | 1968 | 1975 | 1982 | 1990 | 1999 | 2006 | 2011 |
| ---- | ---- | ---- | ---- | ---- | ---- | ---- | ---- |
| 195  | 195  | 162  | 210  | 265  | 277  | 284  | 285  |

## Verwaltung
Bürgermeister (maire) ist seit 1996 Dominique Devillers.

## Sehenswürdigkeiten

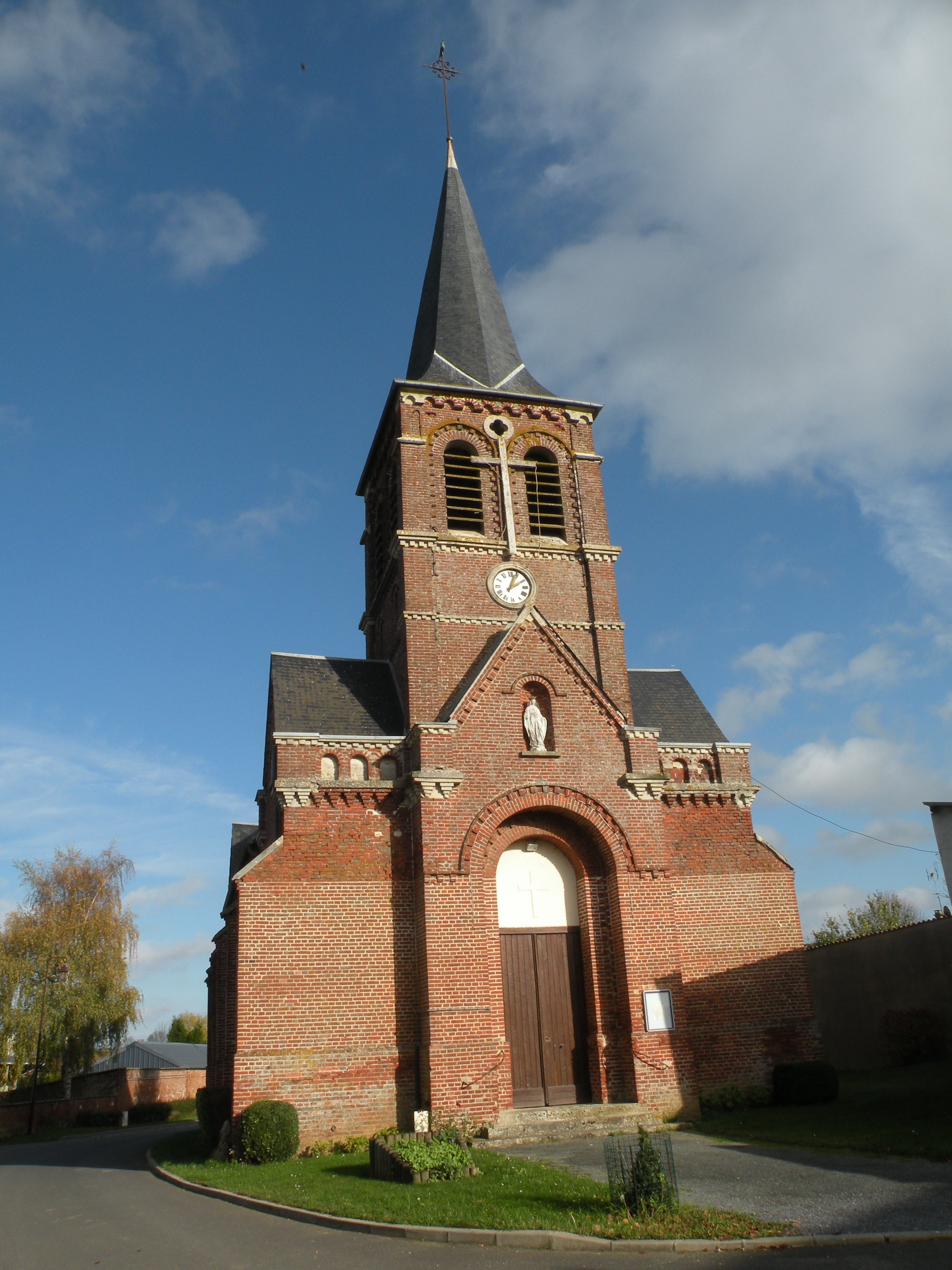
Kirche Notre-Dame-de-l’Assomption

- Kirche Notre-Dame-de-l’Assomption[1]